# النضال (أسوان)
قرية النضال هي إحدى القرى التابعة لمركز إدفو في محافظة أسوان في جمهورية مصر العربية.